# Demoiselle Conradi
Demoiselle Conradi, född okänt år, död 1720, var en tysk operasångare. Hennes förnamn är okänt – "demoisell" översätts av Google med "ung dam",  vilket som modern titel skulle bli "fröken". Hon var en av de första tyska operasångerskorna. Conradi var engagerad vid Hamburgs opera från 1690 till 1709. Hon gjorde även gästuppträdanden i Braunschweig 1705 och i Berlin 1706. Hon var berömd under sin samtid och tillhör den första generationen av professionella operasångerskor i Tyskland.